# 브라질땃쥐생쥐
브라질땃쥐생쥐(Blarinomys breviceps)는 비단털쥐과 목화쥐아과에 속하는 설치류의 일종이다. 브라질땃쥐생쥐속 (Blarinomys)의 유일종이다. 남아메리카밭쥐족에 속하며, 브라질 동부와 남동부의 대서양림에서 발견된다.